# 1964年
1964年（1964 ねん）は、西暦（グレゴリオ暦）による、水曜日から始まる閏年。昭和39年。
この項目では、国際的な視点に基づいた1964年について記載する。

## 他の紀年法
- 干支：甲辰（きのえ たつ）
- 日本（月日は一致）
  - 昭和39年
  - 皇紀2624年
- 中華民国（月日は一致）
  - 中華民国53年
- 朝鮮（月日は一致）
  - 主体53年
- 仏滅紀元：2506年-2507年
- イスラム暦：1383年8月15日-1384年8月26日
- ユダヤ暦：5724年4月16日-5725年4月26日
- 修正ユリウス日(MJD)：38395-38760
- リリウス日(LD)：139236-139601

## カレンダー
| 1月 |    |    |    |    |    |    |
| 日  | 月 | 火 | 水 | 木 | 金 | 土 |
|     |    |    | 1  | 2  | 3  | 4  |
| 5   | 6  | 7  | 8  | 9  | 10 | 11 |
| 12  | 13 | 14 | 15 | 16 | 17 | 18 |
| 19  | 20 | 21 | 22 | 23 | 24 | 25 |
| 26  | 27 | 28 | 29 | 30 | 31 |    |
|     |    |    |    |    |    |    |

| 2月 |    |    |    |    |    |    |
| 日  | 月 | 火 | 水 | 木 | 金 | 土 |
|     |    |    |    |    |    | 1  |
| 2   | 3  | 4  | 5  | 6  | 7  | 8  |
| 9   | 10 | 11 | 12 | 13 | 14 | 15 |
| 16  | 17 | 18 | 19 | 20 | 21 | 22 |
| 23  | 24 | 25 | 26 | 27 | 28 | 29 |
|     |    |    |    |    |    |    |

| 3月 |    |    |    |    |    |    |
| 日  | 月 | 火 | 水 | 木 | 金 | 土 |
| 1   | 2  | 3  | 4  | 5  | 6  | 7  |
| 8   | 9  | 10 | 11 | 12 | 13 | 14 |
| 15  | 16 | 17 | 18 | 19 | 20 | 21 |
| 22  | 23 | 24 | 25 | 26 | 27 | 28 |
| 29  | 30 | 31 |    |    |    |    |
|     |    |    |    |    |    |    |

| 4月 |    |    |    |    |    |    |
| 日  | 月 | 火 | 水 | 木 | 金 | 土 |
|     |    |    | 1  | 2  | 3  | 4  |
| 5   | 6  | 7  | 8  | 9  | 10 | 11 |
| 12  | 13 | 14 | 15 | 16 | 17 | 18 |
| 19  | 20 | 21 | 22 | 23 | 24 | 25 |
| 26  | 27 | 28 | 29 | 30 |    |    |
|     |    |    |    |    |    |    |

| 5月 |    |    |    |    |    |    |
| 日  | 月 | 火 | 水 | 木 | 金 | 土 |
|     |    |    |    |    | 1  | 2  |
| 3   | 4  | 5  | 6  | 7  | 8  | 9  |
| 10  | 11 | 12 | 13 | 14 | 15 | 16 |
| 17  | 18 | 19 | 20 | 21 | 22 | 23 |
| 24  | 25 | 26 | 27 | 28 | 29 | 30 |
| 31  |    |    |    |    |    |    |
|     |    |    |    |    |    |    |

| 6月 |    |    |    |    |    |    |
| 日  | 月 | 火 | 水 | 木 | 金 | 土 |
|     | 1  | 2  | 3  | 4  | 5  | 6  |
| 7   | 8  | 9  | 10 | 11 | 12 | 13 |
| 14  | 15 | 16 | 17 | 18 | 19 | 20 |
| 21  | 22 | 23 | 24 | 25 | 26 | 27 |
| 28  | 29 | 30 |    |    |    |    |
|     |    |    |    |    |    |    |

| 7月 |    |    |    |    |    |    |
| 日  | 月 | 火 | 水 | 木 | 金 | 土 |
|     |    |    | 1  | 2  | 3  | 4  |
| 5   | 6  | 7  | 8  | 9  | 10 | 11 |
| 12  | 13 | 14 | 15 | 16 | 17 | 18 |
| 19  | 20 | 21 | 22 | 23 | 24 | 25 |
| 26  | 27 | 28 | 29 | 30 | 31 |    |
|     |    |    |    |    |    |    |

| 8月 |    |    |    |    |    |    |
| 日  | 月 | 火 | 水 | 木 | 金 | 土 |
|     |    |    |    |    |    | 1  |
| 2   | 3  | 4  | 5  | 6  | 7  | 8  |
| 9   | 10 | 11 | 12 | 13 | 14 | 15 |
| 16  | 17 | 18 | 19 | 20 | 21 | 22 |
| 23  | 24 | 25 | 26 | 27 | 28 | 29 |
| 30  | 31 |    |    |    |    |    |
|     |    |    |    |    |    |    |

| 9月 |    |    |    |    |    |    |
| 日  | 月 | 火 | 水 | 木 | 金 | 土 |
|     |    | 1  | 2  | 3  | 4  | 5  |
| 6   | 7  | 8  | 9  | 10 | 11 | 12 |
| 13  | 14 | 15 | 16 | 17 | 18 | 19 |
| 20  | 21 | 22 | 23 | 24 | 25 | 26 |
| 27  | 28 | 29 | 30 |    |    |    |
|     |    |    |    |    |    |    |

| 10月 |    |    |    |    |    |    |
| 日   | 月 | 火 | 水 | 木 | 金 | 土 |
|      |    |    |    | 1  | 2  | 3  |
| 4    | 5  | 6  | 7  | 8  | 9  | 10 |
| 11   | 12 | 13 | 14 | 15 | 16 | 17 |
| 18   | 19 | 20 | 21 | 22 | 23 | 24 |
| 25   | 26 | 27 | 28 | 29 | 30 | 31 |
|      |    |    |    |    |    |    |

| 11月 |    |    |    |    |    |    |
| 日   | 月 | 火 | 水 | 木 | 金 | 土 |
| 1    | 2  | 3  | 4  | 5  | 6  | 7  |
| 8    | 9  | 10 | 11 | 12 | 13 | 14 |
| 15   | 16 | 17 | 18 | 19 | 20 | 21 |
| 22   | 23 | 24 | 25 | 26 | 27 | 28 |
| 29   | 30 |    |    |    |    |    |
|      |    |    |    |    |    |    |

| 12月 |    |    |    |    |    |    |
| 日   | 月 | 火 | 水 | 木 | 金 | 土 |
|      |    | 1  | 2  | 3  | 4  | 5  |
| 6    | 7  | 8  | 9  | 10 | 11 | 12 |
| 13   | 14 | 15 | 16 | 17 | 18 | 19 |
| 20   | 21 | 22 | 23 | 24 | 25 | 26 |
| 27   | 28 | 29 | 30 | 31 |    |    |
|      |    |    |    |    |    |    |

## できごと

### 1月
- 1月1日
  - 日本麦酒がサッポロビールに社名変更。
  - 森永製菓が日本初の高級チョコレート「ハイクラウン」を発売し、大ヒット商品となる[要出典]。
  - カルビーが「かっぱえびせん」を発売。
- 1月3日 - 連続殺人犯西口彰を逮捕[1]。
- 1月8日 - リンドン・ジョンソン米大統領が一般教書演説で「貧困との戦い（英語版）」を宣言。
- 1月22日 - この日発売の週刊少年サンデー（小学館）にて藤子不二雄の国民的漫画『オバケのQ太郎』が連載開始。
- 1月24日 - 日本政府、公共料金値上げの1年間凍結を発表。
- 1月27日 - 中華人民共和国とフランスが国交樹立。
- 1月29日 - 第9回冬季オリンピック・インスブルック大会（オーストリア）開幕。
- 1月30日 - 南ベトナムで、グエン・カーン将軍主導の無血軍事クーデターにより、ズオン・バン・ミン大統領がタイに追放される。

### 2月
- 2月上旬 - ニッカウヰスキーが二級ウイスキー（当時）「ハイニッカ」を発売。
- 2月1日 - ロッテが「ガーナチョコレート」を発売。
- 2月7日 - ビートルズが初訪米。
- 2月11日
  - 中華民国（台湾）政府、中華人民共和国と国交を結んだフランスと断交。
  - ギリシャとトルコがキプロスで戦闘開始。
- 2月21日 - ロート製薬が新しい目薬「V・ロート」発売。1年間で1500万個売り上げる。
- 2月23日 - 日本国有鉄道が予約システムマルス101の利用を開始。列車指定席のコンピューター予約が可能となる（ただし仕様に、この年の秋に開業する新幹線には対応できない制限があったため、新幹線には当初は未対応）[2]。
- 2月27日 - 富士航空が運航するコンベア240が大分空港で着陸に失敗、20人死亡、22人重軽傷（富士航空機墜落事故）。
- 2月29日 - 日本鉄道建設公団法公布・施行[3]。
- 2月末 - 西ドイツ司法省、オデッサ・ファイルを匿名の告発者から送られ、ナチ戦犯の追及に活用開始。

### 3月
- 3月1日 - 花王石鹸が「花王スターチ」を発売（2年後に「キーピング」に改称）。
- 3月4日 - 大阪府警曽根崎警察署の警察官が停車命令を無視したドライバーを射殺。
- 3月5日 - 本田技研工業が「S600」を発売。
- 3月6日 - コンスタンティノス2世がギリシャ王国国王に即位。
- 3月8日 - マルコム・Xがアフロアメリカン統一機構 (OAAU) を結成。
- 3月18日 - 電卓、（という略称はまだ無かったが。半導体化されたものとしては世界初）シャープ（当時の法人名は早川電機工業）「CS-10A」が発表[4]される。同機は同年内の発売[注釈 1]。なお、同日にソニーも同様の試作機「MD-5」[5]を新聞発表しているが、製品を電子ソロバンSobaxと銘打ち発売したのは1967年と、他数社よりも後発となった。
- 3月24日 - ライシャワー米大使が日本人少年に刺され負傷（ライシャワー事件）[6]。
- 3月27日 - アラスカ地震。125人死亡、アンカレッジなどに大きな被害。
- 3月28日 - 第36回選抜高等学校野球大会が開幕。
- 3月30日 - ブラジルで軍事クーデター発生。アメリカ合衆国の援助を受けた軍部により、ジョアン・ゴウラール大統領が追放され、この後ブラジルは21年間独裁政権支配となる。

### 4月
- 4月1日
  - 日本人の海外観光渡航自由化。観光目的でのパスポート（日本国旅券）発行が可能に。ただし年1度、所持金500USドルまでの制限付き[7]。
  - 日本教育テレビ（略称・NET、現・テレビ朝日ホールディングス）日本初のワイドショー番組『木島則夫モーニングショー』が放送開始。
  - 日本が国際通貨基金（IMF）協定の第8条を受け入れる（IMF8条国）。これは経常的な支払いに対する為替制限の撤廃等を義務付けるもの[8]。
- 4月5日
  - 町田米軍機墜落事故
  - 第36回選抜高等学校野球大会の決勝戦が13時から阪神甲子園球場にて行われ、徳島海南が尾道商業を3-2で下し、大会初優勝を達成。
- 4月7日 - IBM、汎用コンピューター「System/360」を発表。
- 4月中旬 - サントリー（現・サントリーホールディングス）が二級ウイスキー（当時）「サントリーレッド」を発売。
- 4月11日 - ブラジル議会、カステロ・ブランコを大統領に選出。
- 4月12日 - 財団法人日本科学技術振興財団テレビ事業本部東京12チャンネル（現・テレビ東京ホールディングス）が開局[9]。
- 4月15日 - 北日本航空、日東航空、富士航空の3社が合併、日本国内航空を設立[9]。
- 4月16日 - 4.17ゼネストが太田薫、岩井章と池田勇人首相との協議の結果、不発に終わる[9]。
- 4月17日
  - ニューヨーク万国博覧会で、初代「マスタング」が発表される。
  - ニューヨークにシェイ・スタジアム開業。
- 4月21日 - 東洋工業（現・マツダ）が「ファミリア」ワゴンを発売（10月には4ドアセダン、11月には2ドアセダン、1965年には2ドアクーペを発売）。
- 4月24日 - ソコロUFO事件。三芸プロダクション社長殺害事件が発生。
- 4月26日 - タンガニーカとザンジバルが合併、タンザニア成立。
- 4月28日
  - 日本、OECDに正式加盟[10]。
  - 週刊誌「平凡パンチ」（平凡出版(現・マガジンハウス)）が創刊。

### 5月
- 5月1日
  - BASIC言語のコンピュータープログラムが初めて実行される。
  - ライオン歯磨が「デンター」を発売。
- 5月2日 - 台灣初の高速道路マッカーサー公路全線開通（暫定2車線）、1977年改造中山高速道路の一部
- 5月6日 - 「洋服の青山」を展開する青山商事が設立される（創業者は青山五郎）。
- 5月22日 - 日本サイクリング協会、文部省より財団法人認可。のちこの日は2009年に記念日「サイクリングの日」となる。
- 5月24日
  - 東京都世田谷区で竜巻が発生。家屋450戸以上が被害を受けた[11]。
  - ペルーで行われたサッカーペルー対アルゼンチンで観客が暴徒化、翌日までに319人が死亡、500人が負傷する惨事（エスタディオ・ナシオナルの悲劇）。
- 5月27日
  - 富士スバルライン開通。
  - インド初代首相ジャワハルラール・ネルーの死亡に伴い、グルザーリー・ラール・ナンダーが2代目首相に就任。
- 5月28日 - パレスチナ解放機構（PLO）設立。

### 6月
- 6月1日 - 三菱系3社の合併により三菱重工業発足[12]。
- 6月3日 - 韓国で朴正煕大統領政権に反対する大規模デモ発生。韓国政府、ソウル特別市に戒厳令発布。
- 6月8日 - 山形空港開港。
- 6月12日 - 南アフリカ共和国で、ネルソン・マンデラほか7名が終身刑を言い渡され、ロベン島に収監される。
- 6月16日 - 「新潟地震」発生。死者26人[13]。
- 6月19日 - 太平洋横断海底ケーブル完成。池田勇人首相とリンドン・ジョンソン米大統領が初通話[13]。
- 6月20日 - 大月みやこ、キングレコードより『母恋三味線』でデビュー。
- 6月22日 - 日米航空交渉開始。
- 6月25日 - カトリック教会、経口避妊薬の使用を非難する声明を発表。

### 7月
- 7月1日
  - 母子及び父子並びに寡婦福祉法公布・施行[14]。
  - 日本国外務省、パスポート発給業務を都道府県に移管。
- 7月2日 - リンドン・ジョンソン米大統領が1964年公民権法に署名。
- 7月6日
  - マラウィ、イギリスからの独立を発表。
  - 下山事件が時効になる。
- 7月13日 - TBSラジオで『全国こども電話相談室』放送開始。
- 7月14日 - 品川勝島倉庫爆発火災（消防職員18人、消防団員1人が殉職。負傷158人）[15]。
- 7月21日 - 首里幼女誘拐殺人事件発生。

### 8月
- 8月1日 - 大島空港開港。
- 8月2日 - ベトナムでトンキン湾事件発生。
- 8月3日 - 東京都の三ノ輪で警察官が犯人に銃を撃ったところ弾が逸れ一般市民に当り死なせてしまった。「三ノ輪事件」
- 8月7日 - トンキン湾決議（英語版）採択により米国の北爆始まり、米国によるベトナムへの直接軍事介入開始。
- 8月9日 - 阪神甲子園球場で第46回全国高等学校野球選手権大会が開幕。
- 8月10日 - 大塚製薬設立。
- 8月12日 - 国際オリンピック委員会が人種隔離政策を理由に南アフリカ共和国をオリンピックから追放。
- 8月18日 - 第46回全国高等学校野球選手権大会の決勝が阪神甲子園球場で行われ、高知県の高知高校が山口県の早鞆高校を2-0で下し、初優勝。
- 8月22日 - 東京・羽田に羽田東急ホテル開業（羽田エクセルホテル東急の前身）。
- 8月24日 - 俳優の高島忠夫の長男が家政婦に殺害される。「高島忠夫長男殺害事件」
- 8月29日 - 営団地下鉄日比谷線全線開業。
- 8月31日
  - サンフランシスコ・ジャイアンツの村上雅則がメジャーに昇格。日本人初のメジャーリーガーとなる。
  - フジテレビで長寿音楽番組『シオノギ ミュージックフェア』放送開始。

### 9月
- 9月1日 - ホテルニューオータニ、東京プリンスホテル開業。
- 9月7日 - アジアで初となる国際通貨基金及び世界銀行総会が東京（ 日本）で開催される[16]。
- 9月8日
  - 日本が道路交通に関するジュネーブ条約に加盟、日本人の国際運転免許証の利用が可能となる。
  - 大和米軍機墜落事故[16]。
- 9月10日
  - 福岡県粕屋町で自衛隊のヘリコプターが墜落。8人死亡[16]。
  - 愛知県犬山市上空で航空自衛隊の戦闘機が衝突。
- 9月12日 - 大韓民国国軍のベトナム参戦（サイゴン入り）
- 9月15日 - 埼玉県岩槻市で、9月10日のヘリ墜落事故の葬儀参列者を載せた航空自衛隊のヘリコプターがまたも墜落[16]。6人死亡。
- 9月17日 - 東京モノレール開業（片道250円）[16]。
- 9月19日 - 南海、2リーグ分裂後最短でパ・リーグ優勝を決める。
- 9月20日 - 日本とカナダの間で、3か月以内の滞在について査証および料金を免除する協定が発効。
- 9月21日 - マルタがイギリスから独立。
- 9月23日 - 読売新聞が九州に進出、西部本社で発行開始。
- 9月24日
  - よみうりランドが開園。
  - 大阪市営地下鉄御堂筋線の新大阪駅 - 梅田駅間が開業（1970年に北大阪急行電鉄との直通運転を開始）[17]。
- 9月29日 - ヱスビー食品（エスビー食品）が「S&Bモナカカレー」を発売。
- 9月30日
  - 常陸宮正仁親王・華子妃御結婚[17]。
  - 阪神、2年ぶりのセ・リーグ優勝。9月16日から9連勝し、ペナントレース最終日に優勝を決める。

### 10月
- 10月1日
  - 世界初の高速鉄道、東海道新幹線開業（東京 - 新大阪間。運賃・料金は合算でひかり2,480円、こだま2,280円）[17][18]。同時に大ダイヤ改正実施。
  - 気象庁富士山レーダー完成[17]。
  - 伊豆スカイライン開通。
  - テレビ西日本が日本テレビ系列からフジテレビ系列にネットチェンジ。
- 10月3日 - 日本武道館開館[17]。
- 10月4日 - やまなみハイウェイ開通。
- 10月10日
  - アジアで初開催となる夏季オリンピック（第18回大会）が東京（ 日本）で開会する（東京オリンピック）[19]。なお、今大会では初めてオリンピック・ゲーム（男子の正式競技）として柔道が認められた。
- 10月16日
  - ソ連のタス通信、フルシチョフがソ連閣僚会議議長及びソビエト連邦共産党第1書記を辞任したと報じる。コスイギンがソ連閣僚会議議長、ソビエト連邦共産党第1書記にはブレジネフがそれぞれ選出された。
  - 中華人民共和国がタクラマカン砂漠で初の原爆実験に成功し、世界5番目の核保有国となる。
- 10月24日
  - 東京オリンピックが閉会[20]。
  - イギリス領北ローデシアがザンビアとして独立。
- 10月25日 - 池田勇人首相、東京オリンピック閉会式の翌日に退陣を表明[20]。
- 10月31日 - 大阪市営地下鉄中央線の弁天町駅 - 本町駅（仮）が開業。当時の本町駅は仮駅だった。

### 11月
- 11月3日 - アメリカ合衆国大統領選挙で、民主党のリンドン・ジョンソン大統領が、共和党のバリー・ゴールドウォーター候補を破り再選される。
- 11月5日
  - 1944年に処刑されたリヒャルト・ゾルゲにソ連邦英雄勲章が授与される。
  - 仙台空港開港。
- 11月8日 - 東京パラリンピック開催[21]。
- 11月9日
  - 第47臨時国会召集（12月18日閉会）[22]。
  - 自由民主党第5代総裁に佐藤榮作が指名され、首班指名を経て佐藤政権発足[22]。内閣官房長官を鈴木善幸から橋本登美三郎に交代した以外は池田前内閣の閣僚をほぼ再任。
- 11月10日 - 中埜酢店が「味ぽん」を発売。
- 11月12日 - アメリカ合衆国の原子力潜水艦「シードラゴン号」佐世保入港[22]。
- 11月15日 - シンザン号、菊花賞を制して日本競馬史上2頭目の三冠馬となる[22]。
- 11月17日
  - 公明党結党[23]。
  - ソニーが業界初の家庭用ビデオテープレコーダ「CV-2000」を発売[24]。
- 11月24日
  - ドラゴン・ルージュ作戦を展開するベルギーのパラシュート部隊がコンゴ民主共和国のスタンリーヴィルに降り立ち、シンバの反乱（英語版）軍勢力に捕らえられていた人質を多数救出[25]。
  - 相模鉄道(現行)の前身会社となる、株式会社大関を設立
- 11月28日 - アメリカ、火星探査のためにマリナー4号を打ち上げる。

### 12月
- 12月1日
  - 東京都立駒沢オリンピック公園が開園。
  - 帯広空港開港。
- 12月11日
  - 大京設立。
  - SR-71が初飛行。1976年7月28日に実用機における世界速度記録(3,529.56km/h)を樹立した。
- 12月15日 - 新宿駅に日本初のコインロッカーが設置される[26]。
- 12月21日 - 第48回国会召集（1965年6月1日閉会）。
- 12月22日 - 世界貿易センタービルディング設立。
- 12月23日 - 名張毒ぶどう酒事件で一審の津地方裁判所は犯人とされる村人に無罪を言い渡す。

## スポーツ
- インスブルックオリンピック（冬季大会）開催。
- 東京オリンピック（夏季大会）開催。
- 野球
  - プロ野球
    - セ・リーグの優勝 - 阪神タイガース
    - パ・リーグの優勝 - 南海ホークス
    - 日本シリーズの優勝 - 南海ホークス（4勝3敗）
- 大相撲（幕内最高優勝）
  - 初場所 - 大鵬幸喜
  - 春場所 - 大鵬幸喜
  - 夏場所 - 栃ノ海晃嘉
  - 名古屋場所 - 富士錦猛光
  - 秋場所 - 大鵬幸喜
  - 九州場所 - 大鵬幸喜
- 競馬
  - シンザンが史上2頭目の三冠馬を達成

## 芸術・文化

### 音楽
- 7月、マイルス・デイヴィス初来日
- 1964年のヒット曲
  - ローリング・ストーンズ 「タイム・イズ・オン・マイ・サイド」
  - アニマルズ 「朝日のあたる家」
  - キンクス 「ユー・リアリー・ガット・ミー」
  - テンプテーションズ 「ザ・ウェイ・ユー・ドゥ・ザ・シングズ・ユー・ドゥ」
  - メリー・ウェルズ 「マイ・ガイ」
  - マーサ&ザ・ヴァンデラス「ダンシング・イン・ザ・ストリート」
  - スプリームス 「愛はどこへ行ったの」
  - 青山和子『愛と死をみつめて』
  - 青山ミチ『恋はスバヤク』
  - 坂本九『明日があるさ』
  - ペギー葉山『学生時代』
  - ザ・ピーナッツ『ウナ・セラ・ディ東京』
  - 岸洋子『夜明けのうた』
  - 園まり『何も云わないで』
  - 西田佐知子『東京ブルース』 - この年は、タイトルに "東京" のつく楽曲が目立った。
  - 鹿内孝『恋はスバヤク』
  - 水前寺清子『涙を抱いた渡り鳥』
  - 和田弘とマヒナスターズ、松尾和子『お座敷小唄』
  - 井沢八郎『あゝ上野駅』
  - 美空ひばり『柔』

### 映画
- 奇跡の丘（監督：ピエル・パオロ・パゾリーニ）
- 荒野の用心棒（監督：セルジオ・レオーネ）
- シェルブールの雨傘（監督：ジャック・ドゥミ）
- ズール戦争
- 007 ゴールドフィンガー
- 博士の異常な愛情 または私は如何にして心配するのを止めて水爆を愛するようになったか（監督：スタンリー・キューブリック）
- ビートルズがやって来るヤァ!ヤァ!ヤァ!
- マイ・フェア・レディ（監督：ジョージ・キューカー）
- 赤い殺意（監督：今村昌平）
- 砂の女（監督：勅使河原宏）
- モスラ対ゴジラ
- 宇宙大怪獣ドゴラ
- 三大怪獣 地球最大の決戦
- 日本一のホラ吹き男

### 文学
- 芥川賞
  - 第51回（1964年上半期） - 柴田翔『されどわれらが日々──』
  - 第52回（1964年下半期） - 該当作品なし
- 直木賞
  - 第51回（1964年上半期） - 該当作品なし
  - 第52回（1964年下半期） - 永井路子『炎環』、安西篤子『張少子の話』

### 雑誌
- 『平凡パンチ』創刊
- 『ガロ』創刊

### 漫画
- 『サイボーグ009』（石森章太郎）週刊少年キングで連載開始
- 『オバケのQ太郎』（藤子不二雄）週刊少年サンデーで連載開始
- 『カムイ伝』（白土三平）ガロで連載開始

### テレビ
- 大河ドラマ「赤穂浪士」（NHK、出演：長谷川一夫、滝沢修、尾上梅幸 (7代目)）
- 連続テレビ小説「うず潮」（NHK）
- 「ひょっこりひょうたん島」（NHK）
- 「木島則夫モーニングショー」（NET）
- 「忍者部隊月光」（フジテレビ）
- 「ミュージックフェア」（フジテレビ。現在も放送中）

### ラジオ
- 「日立ミュージック・イン・ハイフォニック」（ニッポン放送）

### 広告宣伝
- コマーシャル

| キャッチフレーズなど         | 商品名など                       | メーカー     | 出演者     | 音楽     |
| ---------------------------- | -------------------------------- | ------------ | ---------- | -------- |
| おもかじ一杯、のりたまで三杯 | のりたま                         | 丸美屋食品   | 桂小金治   | -        |
| アスパラで生き抜こう         | アスパラ錠                       | 田辺製薬     | 弘田三枝子 | 三木鶏郎 |
| アイ・アム・タフ             | ノイビタ                         | 藤沢薬品工業 | 江利チエミ | -        |
| インド人もビックリ           | ヱスビーカレー                   | ヱスビー食品 | 芦屋雁之助 | -        |
| ボーエンだよ、ワイドだよ     | ペンタックスカメラ               | 旭工学工業   | -          | -        |
| おめえ、へそねえじゃねえか   | コルゲンコーワ                   | 興和         | 保積ペペ   | -        |
| タンパク質が足りないよ       | マミアン                         | 第一製薬     | 谷啓       | -        |
| 2本分入って、100円安い       | サントリーレッド＜ダブルサイズ＞ | サントリー   | 宇津井健   | -        |

## 誕生

### 1月
- 1月1日 - ぴろき、ウクレレ漫談家
- 1月1日 - ジミー大西、タレント・画家
- 1月1日 - 増田明美、元マラソン選手
- 1月3日 - 竹本修、プロ野球選手
- 1月4日 - 竹内力、俳優
- 1月4日 - アレクサンドル・ファデーエフ、フィギュアスケート選手
- 1月4日 - 伊東信久、政治家
- 1月6日 - 高見泰範、野球選手
- 1月7日 - ニコラス・ケイジ、俳優
- 1月7日 - オレステス・キンデラン、元野球選手
- 1月10日 - 福王昭仁、元プロ野球選手
- 1月10日 - 多田彰文、作曲家、編曲家
- 1月11日 - 水城まさひと、4コマ漫画家
- 1月12日 - ジェフ・ベゾス、実業家
- 1月13日 - ホセ・ヌーニェス、元プロ野球選手
- 1月15日 - 源五郎丸洋、元プロ野球選手
- 1月15日 - ジェフ・バニスター、MLB監督、元メジャーリーガー
- 1月15日 - 水本啓史、プロ野球選手
- 1月17日 - 井上慶太、将棋棋士
- 1月19日 - 殊能将之、推理作家（+ 2013年）
- 1月20日 - 南果歩、女優
- 1月20日 - オジー・ギーエン、メジャーリーガー
- 1月20日 - 藤木義勝、俳優
- 1月20日 - 野島一成、ゲームクリエイター
- 1月22日 - 鈴木哲、元プロ野球選手
- 1月22日 - 森健次郎、プロ野球審判員
- 1月24日 - 木下ほうか、俳優
- 1月24日 - 渡辺めぐみ、女優、タレント
- 1月25日 - 妹尾青洸、俳優
- 1月26日 - 山口竜一、騎手（ホッカイドウ競馬）
- 1月27日 - 折原みと、漫画家・少女小説家
- 1月29日 - 川合孝典、政治家
- 1月30日 - 川添智久、ミュージシャン（元リンドバーグ）
- 1月31日 - 松井一郎、政治家
- 1月31日 - 光原伸、漫画家
- 1月31日 - 令丈ヒロ子、児童文学作家[27]
- 1月31日 - 真矢みき、女優（元宝塚歌劇団花組主演スター）
- 1月31日（戸籍上は2月1日）- 桂あやめ (3代目)、女性落語家
- 1月31日 - ジェフ・ハンネマン、ミュージシャン（スレイヤー）（+ 2013年）

### 2月
- 2月1日 - 磯野貴理子、タレント
- 2月1日 - 金哲彦、元陸上競技選手、陸上競技・駅伝解説者、マラソン中継リポーター
- 2月2日 - 樋口了一、シンガーソングライター
- 2月3日 - 片瀬清利、元プロ野球選手
- 2月4日 - 石原真理、女優
- 2月5日 - 鈴木寛、政治家
- 2月5日 - 鏡田辰也、ラジオ福島アナウンサー
- 2月5日 - 河承武, 韓国の詩人・歴史神学者
- 2月7日 - 平松八千代、シンガーソングライター
- 2月11日 - サラ・ペイリン、アラスカ州知事
- 2月11日 - 浅尾慶一郎、政治家
- 2月13日 - 出川哲朗、お笑いタレント
- 2月13日 - 宮本和知、元プロ野球選手・タレント
- 2月13日 - 黒氏康博、NHKアナウンサー
- 2月14日 - ユーリー・ステパノフ、外交官
- 2月16日 - 稲田秀樹、TVドラマ・映画プロデューサー
- 2月16日 - ベベット、サッカー選手
- 2月17日 - マイク・キャンベル、プロ野球選手
- 2月18日 - 藤末健三、政治家
- 2月19日 - 樋口雅子、声優
- 2月19日 - 月山栄珠、プロ野球選手
- 2月20日 - 遊佐未森、シンガーソングライター
- 2月21日 - ハイヒールモモコ、漫才師・タレント
- 2月23日 - エドガー・F・コッド、ソフトウェア技術者
- 2月23日 - 坂本英三、歌手・作詞家・作曲家
- 2月23日 - ピーター・コックス、オランダのレーシングドライバー
- 2月24日 - 長嶝高士、声優
- 2月25日 - 橋本じゅん、俳優・声優
- 2月26日 - 廣田浩章、プロ野球選手
- 2月27日 - 越智隆雄、政治家
- 2月27日 - 小林透、ベーシスト・作曲家
- 2月29日 - 羽仁未央、エッセイスト（+ 2014年）

### 3月
- 3月3日 - 米川英之、ミュージシャン、ギタリスト、元C-C-B
- 3月3日 - 池田大介、キーボーディスト、編曲家
- 3月3日 - 小島啓民、野球選手
- 3月3日 - 河井リツ子、漫画家
- 3月4日 - MORRIE、ボーカリスト（DEAD END）、ミュージシャン
- 3月5日 - 滝知史、声優
- 3月6日 - 田中篤、カーレーサー
- 3月8日 - 平松愛理、シンガーソングライター
- 3月8日 - 円谷浩、俳優（+ 2001年）
- 3月8日 - 反町康治、サッカー監督・元サッカー選手
- 3月9日 - 新実智光、元オウム真理教幹部、元死刑囚（+ 2018年）
- 3月10日 - 足立祐二、ギタリスト（DEAD END）、ミュージシャン（+ 2020年[28][29]）
- 3月10日 - ウェセックス伯爵エドワード王子、イギリス女王エリザベス2世三男
- 3月11日 - 空本誠喜、政治家・ 衆議院議員
- 3月11日 - 白羽弥仁、映画監督
- 3月12日 - 陣内貴美子、元バドミントン選手・タレント
- 3月13日 - 吹田明日香、タレント
- 3月14日 - 浦野真彦、将棋棋士
- 3月14日 - リチャード・ミグリオーレ、騎手
- 3月14日 - 雨宮かずみ、声優
- 3月14日 - ポール・フラハーティ、コンピュータ科学者（+ 2006年）
- 3月14日 - 益田尚哉、プロ野球選手
- 3月16日 - 野々村俊恵、タレント
- 3月18日 - かないみか、声優
- 3月18日 - アレックス・カフィ、元F1ドライバー
- 3月19日 - 北原佐和子、女優
- 3月19日 - ニコラ・ラリーニ、元F1ドライバー
- 3月20日 - 川島智太郎、政治家、空手家
- 3月21日 - 江國香織、小説家
- 3月21日 - 山岡龍孔、CG写真作家
- 3月22日 - 金子隆博、サクソフォーン奏者、作曲家、アレンジャー、プロデューサー、指揮者
- 3月23日 - 大木裕之、映像作家・現代美術家
- 3月24日 - 峯村リエ、女優
- 3月25日 - 宮平保、中国武術
- 3月26日 - 内堀雅雄、政治家 自治・総務 官僚。福島県知事（民選第20代）
- 3月28日 - 鳥居弘克、日本の建築家
- 3月28日 - 角居勝彦、調教師
- 3月30日 - トレイシー・チャップマン、歌手・シンガーソングライター
- 3月30日 - ことぶき光、ミュージシャン（元P-MODEL）
- 3月31日 - 鶴久政治、ミュージシャン（元チェッカーズ）
- 3月31日 - バルビーノ・ガルベス、元プロ野球選手
- 3月31日 - 杉山勇司、レコーディング・エンジニア

### 4月
- 4月3日 - 南出仁、プロ野球選手
- 4月3日 - 佐藤大輔、日本の小説家、ゲームデザイナー、漫画原作者（+ 2017年）
- 4月3日 - ナイジェル・ファラージ、イギリスの政治家
- 4月4日 - 小沢章一、高校野球指導者（+ 2006年）
- 4月4日 - 上地和彦、プロ野球選手
- 4月4日 - 古川聡、宇宙飛行士
- 4月5日 - 境鶴丸、フジテレビアナウンサー
- 4月6日 - 大西ユカリ、歌手
- 4月6日 - デビッド・ウッダード、指揮者
- 4月6日 - 加藤公一、政治家
- 4月7日 - カルロス・トシキ、1986オメガトライブ、カルロス・トシキ&オメガトライブ、鷹橋敏輝、歌手
- 4月7日 - ラッセル・クロウ、俳優
- 4月7日 - 山岡三子、テレビキャスター
- 4月8日 - 福田峰之、政治家
- 4月9日 - 金城鉄治、プロ野球選手
- 4月9日 - 永島昭浩、元サッカー選手
- 4月11日 - ブレット・セイバーヘイゲン、元メジャーリーガー
- 4月11日 - 土井裕泰、映画監督
- 4月12日 - 加藤哲郎、元プロ野球選手
- 4月12日 - ルーク篁、ミュージシャン（聖飢魔II） 生年は紀元前98036年（公称）
- 4月12日 - ロス・チーバー、元レーサー
- 4月13日 - 西崎幸広、元プロ野球選手
- 4月13日 - 藤岡太郎、俳優・元お笑い芸人（+2012年）
- 4月13日-    早田和泰、フリーアナウンサー(＋2024年)
- 4月14日 - ホ・ジュノ、俳優
- 4月14日 - 山崎たくみ、声優
- 4月17日 - 天野勝弘、声優、ナレーター、俳優
- 4月18日 - 長原成樹、お笑いタレント
- 4月20日 - ジミー・ジョーンズ、元プロ野球選手
- 4月20日 - ロザリン・サムナーズ、フィギュアスケート選手
- 4月21日 - 村山喜彦、日本テレビアナウンサー
- 4月21日 - 榎田健一郎、プロ野球選手
- 4月22日 - 武田康、元プロ野球選手
- 4月22日 - 茅弘二、歌手
- 4月22日 - おかやまはじめ、俳優
- 4月23日 - 石塚理恵、声優
- 4月23日 - 河田キイチ、お笑い芸人（BOOMER）
- 4月24日 - 山本シュウ、ラジオパーソナリティ・DJ
- 4月26日 - 国木田かっぱ、タレント・テレビキャスター
- 4月28日 - バリー・ラーキン、元メジャーリーガー
- 4月28日 - スラシー・クソンウォン、芸術家
- 4月29日 - 太田龍生、プロ野球選手
- 4月30日 - 渡辺美佐、声優
- 4月30日 - 手塚るみ子、プランニングプロデューサー、地球環境運動家。昭和期の漫画家・手塚治虫の長女。

### 5月
- 5月1日 - にわのまこと、漫画家
- 5月1日 - 羽生田忠克、元プロ野球選手
- 5月1日 - 青井要、元プロ野球選手
- 5月5日 - 高山みなみ、声優・ミュージシャン
- 5月6日 - 荒木大輔、元プロ野球選手
- 5月6日 - 光原百合、作家（+2022年）
- 5月6日 - 宮田恭男、俳優
- 5月6日 - 宮脇“JOE”知史、ドラマー（ZIGGY）
- 5月7日 - 寺谷一紀、元NHKアナウンサー
- 5月8日 - メリッサ・ギルバート、アメリカの女優
- 5月8日 - 草場康郎、プロ野球選手
- 5月9日 - 滝里美、演歌歌手
- 5月9日 - 鶴見済、フリーライター
- 5月10日 - 山川周一、元プロ野球選手
- 5月11日 - 加藤憲一、政治家
- 5月11日 - 遠田誠治、元プロ野球選手
- 5月11日 - ひかる一平、タレント
- 5月11日 - ビリー・ビーン、元プロ野球選手
- 5月13日 - 鉄崎幹人、タレント
- 5月13日 - 久本朋子、タレント
- 5月14日 - エド・はるみ、お笑い芸人
- 5月14日 - 宅麻仁、タレント
- 5月14日 - 田中ひろみ、イラストレーター
- 5月16日 - 関谷亜矢子、フリーアナウンサー（元日本テレビアナウンサー）
- 5月17日 - 浦田松蔵、ミュージシャン（元JITTERIN'JINN）
- 5月17日 - 曽利文彦、映画監督
- 5月17日 - マウロ・マルティニ、レーサー
- 5月18日 - 成田剣、声優
- 5月19日 - ルイス・アキーノ、元プロ野球選手
- 5月19日 - 木村貴宏、キャラクターデザイナー
- 5月20日 - ジェフ・シュワーズ、元プロ野球選手
- 5月20日 - 玄葉光一郎、政治家
- 5月20日 - 薬師神繁男、プロ野球選手
- 5月22日 - 嶋大輔、俳優
- 5月22日 - マイア・ウソワ、フィギュアスケート選手
- 5月23日 - 黒田治、ラジオパーソナリティ
- 5月24日 - 藤田和日郎、漫画家
- 5月25日 - 大山正篤、ドラマー（元ZIGGY）
- 5月25日 - 御法川信英、政治家
- 5月26日 - ウィリー・フレーザー、元プロ野球選手
- 5月26日 - 本間立彦、元プロ野球選手
- 5月26日 - 西川隆宏、キーボーディスト（元DREAMS COME TRUE）
- 5月26日 - 太賀麻郎、AV男優
- 5月27日 - レイモンド・ヤング、元プロ野球選手
- 5月29日 - 来栖正之、毎日放送アナウンサー
- 5月30日 - 古市コータロー、ミュージシャン（THE COLLECTORS）
- 5月30日 - 宮内和之、ミュージシャン（元ICE）（+2007年）
- 5月30日 - 岸佳之、プロ野球選手
- 5月31日 - 枝野幸男、政治家（民主党衆議院議員）、元官房長官

### 6月
- 6月2日 - 高柳出己、元プロ野球選手
- 6月3日 - 斎藤哲也、TBSアナウンサー
- 6月3日 - ネルソン・リリアーノ、元プロ野球選手
- 6月3日 - 出津孝一、騎手
- 6月3日 - 中瀬ゆかり、編集者
- 6月3日 - 稲垣秀次、プロ野球選手
- 6月4日 - アントニオ・パチェコ、元野球選手
- 6月5日 - カール・サンダース、ミュージシャン（ナイル）
- 6月7日 - 徳永善也、ミュージシャン（元チェッカーズ）（+ 2004年）
- 6月7日 - 林強、歌手、映画音楽プロデューサー、映画俳優
- 6月7日 - 永井利光、GLAY、氷室京介のサポートドラマー
- 6月7日 - 相場勤、元野球選手
- 6月8日 - 竹林宏、NHKアナウンサー
- 6月8日 - 中原尚哉、SF翻訳家
- 6月9日 - 薬師丸ひろ子、女優、歌手
- 6月9日 - 高田誠、元プロ野球選手
- 6月10日 - 達増拓也、政治家
- 6月11日 - 安芸旭雅士、元大相撲力士
- 6月11日 - ジャン・アレジ、F1レーサー
- 6月11日 - 畠山準、元プロ野球選手
- 6月11日 - 畑山俊二、元プロ野球選手
- 6月12日 - 山崎貴、映画監督、VFXディレクター
- 6月12日 - 広瀬健一、オウム真理教元幹部、元死刑囚（+ 2018年）
- 6月13日 - 水島かおり、女優、脚本家、映画編集者
- 6月14日 - 2代目三波伸介、喜劇役者
- 6月15日 - ミカエル・ラウドルップ、元サッカー選手、サッカー指導者
- 6月16日 - 仲田幸司、元プロ野球選手
- 6月16日 - 西岡剛、元プロ野球選手
- 6月19日 - 温水洋一、俳優
- 6月19日 - ケビン・シュワンツ、元オートバイレーサー、ケビン・シュワンツ・スズキ・スクール (KSSS) 校長
- 6月19日 - ボリス・ジョンソン、イギリスの政治家（保守党）、第77代首相。
- 6月19日 - 石原宏高、政治家
- 6月21日 - 畝龍実、元プロ野球選手
- 6月21日 - 石井浩郎、元プロ野球選手
- 6月22日 - 阿部寛、俳優
- 6月22日 - 笘篠誠治、元プロ野球選手
- 6月22日 - ダン・ブラウン、小説家、推理作家
- 6月23日 - 本並健治、元サッカー選手
- 6月23日 - 玉垣親方、元小結智ノ花
- 6月23日 - 古久保健二、元プロ野球選手
- 6月23日 - 小山薫堂、放送作家、脚本家、ラジオパーソナリティ
- 6月23日 - 森士、高校野球指導者
- 6月24日 - 野々村真、タレント
- 6月24日 - 陸奥北海勝昭、元大相撲力士、世話人
- 6月24日 - 高橋昭一、政治活動家、メディアプランナー、アニメーション制作者
- 6月25日 - 猪俣隆、元プロ野球選手
- 6月25日 - ジョニー・ハーバート、F1レーサー
- 6月26日 - 森田宏幸、アニメーター、アニメーション監督
- 6月26日 - トミ・マキネン、ラリードライバー
- 6月28日 - ケビン・ライマー、元プロ野球選手
- 6月29日 - 御子柴進、元プロ野球選手

### 7月
- 7月1日 - 藤田秀世、ナイロン100℃、俳優
- 7月1日 - 佐藤智恵、声優
- 7月2日 - 鴨志田穣、フリージャーナリスト、カメラマン、エッセイスト（+ 2007年）
- 7月2日 - ホセ・カンセコ、元メジャーリーガー
- 7月2日 - オジー・カンセコ、元メジャーリーガー
- 7月3日 - 桜井敏治、声優
- 7月3日 - 大久保学、元プロ野球選手
- 7月3日 - 芦田多恵、ファッションデザイナー
- 7月6日 - 頓田国満、元プロ野球選手
- 7月7日 - 藤島康介、漫画家、イラストレーター
- 7月7日 - 堤真一、俳優
- 7月7日 - 清水雅治、元プロ野球選手
- 7月8日 - 八代英輝、弁護士（国際弁護士）
- 7月9日 - ジャンルカ・ヴィアッリ、元サッカー選手、サッカー指導者（+ 2023年）
- 7月9日 - 可愛かずみ、歌手、タレント（+ 1997年）
- 7月10日 - 高橋雅裕、元プロ野球選手
- 7月10日 - 松谷竜二郎、元プロ野球選手
- 7月10日 - アーバン・マイヤー、アメリカンフットボールコーチ
- 7月11日 - 今野隆裕、元プロ野球選手
- 7月11日 - 染宮修支、元プロ野球選手
- 7月12日 - 青野厚司、アニメーター
- 7月13日 - 村田晃嗣、政治学者、同志社大学助教授
- 7月13日 - 青山真治、映画監督・小説家（+2022年）
- 7月14日 - 椎名桔平、俳優
- 7月14日 - 新谷博、元プロ野球選手
- 7月15日 - 柱谷哲二、元サッカー選手
- 7月16日 - 市村浩一郎、政治家
- 7月17日 - 長江健次、タレント
- 7月17日 - ヘザー・ランゲンカンプ、女優
- 7月19日 - 近藤真彦、歌手・レーシングドライバー
- 7月19日 - 村石雅行、ドラマー
- 7月20日 - 桂歌蔵、落語家
- 7月20日 - クリス・コーネル、ミュージシャン（+ 2017年）
- 7月20日 - 渡瀬ミク、AV女優、裏本モデル
- 7月21日 - あきまん、イラストレーター、ストリートファイター2キャラクターデザイン
- 7月21日 - 大田勇治、元プロ野球選手
- 7月22日 - 内村光良、タレント（ウッチャンナンチャン）
- 7月22日 - 藤本修二、元プロ野球選手
- 7月23日 - 金子誠一、元プロ野球選手
- 7月24日 - バリー・ボンズ、メジャーリーガー
- 7月24日 - よしもとばなな、小説家
- 7月25日 - 高島礼子、女優
- 7月26日 - サンドラ・ブロック、女優
- 7月27日 - 植田幸弘、元プロ野球選手
- 7月28日 - 阿波野秀幸、元プロ野球選手、現中日ドラゴンズコーチ
- 7月28日 - 真殿光昭、声優
- 7月28日 - ボブ・ミラッキ、元プロ野球選手
- 7月31日 - 坂井永年、イラストレーター

### 8月
- 8月1日 - 伊勢浩二、お笑い芸人（BOOMER）
- 8月2日 - 紡木たく、漫画家
- 8月2日 - フランク・ビエラ、レーシングドライバー
- 8月3日 - 栗田聡、元プロ野球選手
- 8月3日 - 木内均、政治家
- 8月7日 - ギュウゾウ、電撃ネットワーク・DJ
- 8月8日 - 佐古忠彦、TBSアナウンサー
- 8月9日 - 佐喜眞淳、政治家
- 8月10日 - 高橋ひろ、歌手・作曲家（+ 2005年）
- 8月11日 - ETSU、ダンサー（TRF）
- 8月12日 - 藤沢一就、囲碁棋士
- 8月13日 - 中山晴喜、実業家
- 8月13日 - 戸川京子、女優（+ 2002年）
- 8月15日 - 中村光一、ゲームクリエイター・ドラゴンクエスト制作者
- 8月18日 - いとうまい子、タレント
- 8月18日 - クレイグ・ビアーコ、俳優
- 8月18日 - 高城剛、映像作家
- 8月19日 - 小野打泰子、航空自衛官
- 8月20日 - 桐島かれん、女優・タレント・歌手（サディスティック・ミカ・バンド）
- 8月22日 - 森まさこ、政治家
- 8月23日 - ジェフ・マント、元プロ野球選手
- 8月24日 - キップ・グロス、元プロ野球選手
- 8月24日 - サンダ・ドゥブラヴチッチ、フィギュアスケート選手
- 8月27日 - 則竹裕之、ドラマー（元T-SQUARE）
- 8月28日 - 熊田裕通、政治家
- 8月29日 - YOU、タレント
- 8月31日 - 能一実、競輪選手

### 9月
- 9月1日 - ルイス・ロペス、元プロ野球選手
- 9月1日 - デビッド・ウエスト、元プロ野球選手
- 9月1日 - キキ・ラーマース、画家
- 9月2日 - キアヌ・リーブス、俳優
- 9月2日 - 和木ちえり、タレント
- 9月2日 - 山本カヨ、福岡のローカルタレント
- 9月3日 - 上領亘、ミュージシャン・ドラマー
- 9月4日 - 荻野目慶子、女優
- 9月5日 - エマニュエル・ヤーブロー、総合格闘家・元世界相撲選手権大会優勝者
- 9月7日 - テイ・トウワ、ミュージシャン
- 9月7日 - アンディ・フグ、K-1格闘家（+ 2000年[30]）
- 9月7日 - 小県真樹、囲碁棋士
- 9月8日 - 河野俊嗣、政治家
- 9月9日 - 柴山薫、漫画家（+ 2007年）
- 9月11日 - 大塚高司、政治家
- 9月13日 - 三原じゅん子、参議院議員・元女優
- 9月14日 - 金沢信彦、プロ野球選手
- 9月16日 - 松井成行、お笑い芸人（シンデレラ・エキスプレス）
- 9月18日 - 橋本武広、元プロ野球選手
- 9月19日 - エンリコ・ベルダッジア、元F1ドライバー
- 9月20日 - 手塚貴久、調教師
- 9月20日 - マギー・チャン、女優
- 9月20日 - 中田宏、政治家
- 9月21日 - 牧穂エミ、作詞家
- 9月22日 - 佐伯敏光、山形放送アナウンサー
- 9月23日 - 稲葉浩志、（B'z）
- 9月23日 - イジリー岡田、お笑いタレント
- 9月23日 - 床嶋佳子、女優
- 9月24日 - ラファエル・パルメイロ、元メジャーリーガー
- 9月24日 - ジェフ・クロスノフ、レーサー（+ 1996年）
- 9月25日 - 井上喜久子、声優
- 9月25日 - カルロス・ルイス・サフォン、小説家
- 9月25日 - 東出剛、競輪選手（+ 2004年）
- 9月26日 - 関清和、元プロ野球選手
- 9月27日 - 川相昌弘、元プロ野球選手
- 9月27日 - 岸谷五朗、俳優
- 9月27日 - 香取秀俊、工学者
- 9月29日 - 山下容莉枝、女優
- 9月29日 - 阿井英二郎、元プロ野球選手
- 9月29日 - 牧山弘恵、政治家
- 9月30日 - 石井章夫、元野球選手
- 9月30日 - ダグ・ジェニングス（登録名D・J）、元プロ野球選手
- 9月30日 - トニーヒロタ、ものまねタレント

### 10月
- 10月1日 - 松浦勝人、音楽プロデューサー、実業家
- 10月2日 - 藤岡大樹、俳優
- 10月3日 - 牧野美千子、女優
- 10月5日 - 橋本聖子、参議院議員、元オリンピック日本代表、日本スケート連盟会長
- 10月5日 - 藤原啓治、声優（+2020年[31]）
- 10月5日 - 横田めぐみ、北朝鮮による日本人拉致の被害者の1人
- 10月5日 - 菅剛史、プロデューサー、ガスコイン・カンパニーの社長
- 10月6日 - 小畑隆彦、ミュージシャン
- 10月7日 - 藤本茂喜、元プロ野球選手
- 10月8日 - 辻本茂雄、お笑いタレント、吉本新喜劇元座長
- 10月9日 - 小林茂樹、政治家
- 10月10日 - 住吉義則、元プロ野球選手
- 10月12日 - 彦野利勝、元プロ野球選手
- 10月13日 - 小野坂昌也、声優
- 10月13日 - 加瀬竜哉、ミュージシャン
- 10月13日 - 荒井幸雄、元プロ野球選手
- 10月14日 - 旭道山和泰、元大相撲小結力士、元衆議院議員
- 10月14日 - ジョー・ジラルディ、メジャーリーグベースボール監督、元メジャーリーガー
- 10月15日 - おおたわ史絵 日本の内科医、作家、医療評論家、オフィス・トゥー・ワン所属
- 10月15日 - 熊本マリ、ピアニスト
- 10月15日- 西田三十五、政治家
- 10月15日 - 法月綸太郎、推理作家、評論家
- 10月17日 - 富澤タク、ギタリスト、シンガーソングライター
- 10月19日 - マニュエル・ルグリ、バレエダンサー
- 10月19日 - 野村真美、女優
- 10月20日 - 萩森徇子、声優
- 10月20日 - 山口智子、女優
- 10月24日 - 内藤善弘、作家
- 10月24日 - ポール・ワイリー、フィギュアスケート選手
- 10月25日 - 石井丈裕、元プロ野球選手
- 10月25日 - 恩田陸、小説家
- 10月26日 - 高野和明、小説家、脚本家
- 10月26日 - 野村義男、ミュージシャン
- 10月26日 - 山口憲一、ミュージシャン（wface、元MAGIC）
- 10月26日 - 渡辺敦子、ミュージシャン（元プリンセス・プリンセス）
- 10月27日 - 前田耕司、元プロ野球選手
- 10月28日 - 琴富士孝也、元大相撲力士、関脇(+ 2025年)
- 10月28日 - 田中弘太郎、俳優
- 10月29日 - ヤスミン・ル・ボン、イギリスのモデル
- 10月30日 - 呂明賜、元プロ野球選手
- 10月30日 - 日出郎、タレント、歌手、声優
- 10月30日 - テレンス・リー、軍事評論家
- 10月30日 - 濱田剛史、政治家
- 10月31日 - マルコ・ファン・バステン、元サッカー選手、サッカー指導者

### 11月
- 11月1日 - 木場弘子、元TBSアナウンサー
- 11月1日 - 西原理恵子、漫画家
- 11月2日 - 中山加奈子、ミュージシャン、作詞家（元プリンセス・プリンセス）
- 11月3日 - 神取忍、プロレスラー
- 11月3日 - 向井亜紀、タレント
- 11月4日 - 水谷優子、声優（+ 2016年[32]）
- 11月4日 - 高杉亘、俳優
- 11月6日 - 蜷川みほ、女優
- 11月6日 - 依田政彦、元プロ野球選手
- 11月10日 - 清水宏次朗、俳優、歌手
- 11月10日 - ケニー・ロジャース、メジャーリーガー
- 11月11日 - 中西圭三、シンガーソングライター
- 11月12日 - 河野景子、元フジテレビアナウンサー
- 11月14日 - 久保こーじ、作曲家
- 11月15日 - 長谷川達栄、プロ野球選手
- 11月16日 - 二谷友里恵、元女優
- 11月16日 - ドワイト・グッデン、元メジャーリーガー
- 11月16日 - 松原靖、元プロ野球選手
- 11月16日 - 大順将弘、元プロ野球選手
- 11月17日 - マリナ・チェルカソワ、フィギュアスケート選手
- 11月17日 - ミッチ・ウィリアムス、メジャーリーガー
- 11月22日 - 清水雅広、元モーターサイクル・ロードレースライダー
- 11月23日 - 太田美知彦、作編曲家、歌手
- 11月24日 - 木下博信、政治家
- 11月25日 - 真琴つばさ、女優、歌手
- 11月25日 - ムクリズ・マハティール、マレーシアの政治家であり、元首相マハティール・ビン・モハマドの息子です。
- 11月26日 - 中竹和也、元騎手、調教師
- 11月27日 - ロベルト・マンチーニ、元サッカー選手、サッカー指導者
- 11月27日 - 杉田かおる、女優、タレント
- 11月29日 - 愛華みれ、女優
- 11月29日 - 上杉裕世、マットペインター
- 11月30日 - 獣神サンダー・ライガー、プロレスラー

### 12月
- 12月1日 - 竹内海南江、タレント・レポーター
- 12月1日 - サルバトーレ・スキラッチ、元サッカー選手
- 12月2日 - 本多平直、政治家
- 12月3日 - パンチ佐藤、タレント、元プロ野球選手
- 12月3日 - KUROKO、タレント
- 12月3日 - マルコ・テンペスト、奇術師
- 12月4日 - トーマス・ダニエルソン、元レーサー
- 12月5日 - 岩井志麻子、作家
- 12月6日 - 林家たい平、落語家
- 12月7日 - 菊地英昭、ギタリスト（ザ・イエローモンキー）
- 12月8日 - 長与千種、プロレスラー
- 12月8日 - 町井登志夫、小説家
- 12月9日 - 町山広美、放送作家、コラム二スト
- 12月11日 - 寺西秀人、元プロ野球選手
- 12月12日-I.N.A、音楽プロデューサー、作曲家、編曲家、演奏者、マニピュレーター（hide with Spread Beaver）、レコーディング・エンジニア、DJ
- 12月12日 - アロンゾ・パウエル、元プロ野球選手
- 12月12日 - 毛利元貞、作家・軍事評論家
- 12月13日 - hide、ギタリスト（X JAPAN）シンガーソングライター（+ 1998年）
- 12月14日 - 藤岡宣男、声楽家
- 12月14日 - 須藤満、ベーシスト(T-SQUARE)
- 12月14日 - 富士ヶ根親方、元小結大善
- 12月14日 - 坂本勝美、元騎手・調教師
- 12月14日 - 百々義則、ミュージカル俳優
- 12月15日 - 高橋克典、俳優・歌手
- 12月15日 - 冨田勇、プロ野球選手
- 12月15日 - 田村憲久、政治家
- 12月21日 - 幾原邦彦、アニメーション監督
- 12月21日 - 恵俊彰、タレント（ホンジャマカ）
- 12月22日 - 中野英雄、俳優
- 12月22日 - 高知東生、俳優
- 12月22日 - 江原啓之、スピリチュアル・カウンセラー
- 12月22日 - 竹内浩典、レーシングドライバー
- 12月23日 - 小沢和義、俳優
- 12月23日 - 越和宏、スケルトン選手
- 12月23日 - エディ・ヴェダー、ミュージシャン（パール・ジャム）
- 12月27日 - 藤井尚之、ミュージシャン（元チェッカーズ）
- 12月28日 - 山口香、柔道指導者、元女子柔道選手
- 12月29日 - 鶴見辰吾、俳優
- 12月29日 - 浅井健一、ミュージシャン（元BLANKEY JET CITY）

### 誕生日不明
- 上田早夕里、小説家
- 黒川伸一、法学者
- 銭萍（英語版）、バドミントン選手

## 死去

### 1月
- 1月1日 - ビシャラ・アル・フーリー[33]、レバノン大統領（* 1890年）
- 1月8日 - マルティン・スティクスルート、フィギュアスケート選手（* 1876年）
- 1月9日 - 八波むと志、コメディアン（* 1926年）
- 1月14日 - 浅川伯教、彫刻家・陶磁器研究家（* 1884年）
- 1月17日 - 西下経一、国文学者（* 1898年）
- 1月25日 - 岸本英夫、宗教学者（* 1903年）
- 1月29日 - アラン・ラッド、俳優（* 1913年）

### 2月
- 2月1日 - 牧野虎次、社会事業家、同志社総長（* 1871年）
- 2月6日 - エミリオ・アギナルド、初代フィリピン大統領（* 1869年）
- 2月8日 - エルンスト・クレッチマー、精神医学者（* 1888年）
- 2月8日 - 細萱戊子郎、日本海軍の中将（* 1888年）
- 2月10日 - オイゲン・ゼンガー、航空宇宙工学者（* 1905年）
- 2月12日 - 五十嵐敬之助、元力士、7代勝ノ浦親方（*1884年）
- 2月19日 - 尾崎士郎、小説家（* 1898年）
- 2月24日 - 高碕達之助、政治家・実業家（* 1885年）
- 2月28日 - 辰野隆、フランス文学者（* 1888年）
- 2月28日 - 清水喜一郎、プロ野球選手（* 1924年）

### 3月
- 3月8日 - レナータ・ボルガッティ、ピアニスト（* 1894年）
- 3月9日 - パウル・フォン・レットウ＝フォルベック、ドイツ陸軍の少将（* 1870年）
- 3月16日 - 太田垣士郎、実業家（* 1894年）
- 3月18日 - ジークフリード・エドストレーム、国際オリンピック委員会会長（* 1870年）
- 3月18日 - ノーバート・ウィーナー、数学者（* 1894年）
- 3月23日 - ピーター・ローレ、俳優（* 1904年）
- 3月23日 - 清水秀雄、元プロ野球選手（* 1918年）
- 3月25日 - ペンティ・エーリス・エスコラ、地質学者（* 1883年）

### 4月
- 4月5日 - ダグラス・マッカーサー、米軍の将軍・GHQ総司令官（* 1880年）
- 4月5日 - 三好達治、詩人（* 1900年）
- 4月6日 - アロイーズ・コルバス、画家（* 1886年）
- 4月14日 - レイチェル・カーソン、『沈黙の春』の著者として有名な生物学者（* 1907年）
- 4月16日 - 小杉放庵、洋画家（* 1881年）
- 4月18日 - 朝倉文夫、彫刻家（* 1883年）
- 4月19日 - モーリス・マレシャル、チェリスト（* 1892年）
- 4月24日 - ゲルハルト・ドーマク、生化学者（* 1895年）
- 4月26日 - 八田嘉明、鉄道技術者・政治家（* 1879年）
- 4月26日 - 堤康次郎、実業家・西武グループ創業者（* 1889年）
- 4月27日 - 北村小松、小説家（* 1891年）

### 5月
- 5月6日 - 長田幹彦、小説家（* 1887年）
- 5月6日 - 佐藤春夫、小説家・詩人（* 1892年）
- 5月7日 - ウィリアム・メレル・ヴォーリズ、建築家・近江兄弟社共同創設者（* 1880年）
- 5月8日 - 野村吉三郎、日本海軍の軍人・太平洋戦争開戦時の駐米大使・参議院議員（* 1877年）
- 5月10日 - ミハイル・ラリオーノフ、画家（* 1881年）
- 5月14日 - 光田健輔、病理学者・皮膚科医（* 1876年）
- 5月17日 - 出羽湊利吉、大相撲の力士・元関脇（* 1907年）
- 5月21日 - ジェイムス・フランク、物理学者（* 1882年）
- 5月27日 - ジャワハルラール・ネルー、初代インド首相（* 1889年）
- 5月29日 - 大野伴睦、政治家、元衆議院議長（* 1890年）
- 5月29日 - 小林やす、元長寿日本一 享年118（* 1846年） ※ギネス非公認記録

### 6月
- 6月3日 - フランス・エーミル・シランペー、小説家（* 1888年）
- 6月3日 - 尾崎行輝、飛行機研究家・政治家（* 1888年）
- 6月7日 - 高群逸枝、詩人・民俗学者（* 1894年）
- 6月9日 - ルイス・グルーエンバーグ、作曲家・ピアニスト（* 1884年）
- 6月18日 - ジョルジョ・モランディ、画家（* 1890年）
- 6月23日 - 市岡忠男、元野球選手・球団経営者（* 1891年）
- 6月25日 - ヘリット・リートフェルト、建築家（* 1888年）
- 6月29日 - エリック・ドルフィー、ジャズのサックス・フルート奏者（* 1928年）

### 7月
- 7月1日 - ピエール・モントゥー、指揮者（* 1875年）
- 7月7日 - リリアン・コープランド、陸上競技選手（* 1904年）
- 7月9日 - 阿部真之助、ジャーナリスト（* 1884年）
- 7月15日 - 金山平三、洋画家（* 1883年）
- 7月23日 - 石山賢吉、実業家・ジャーナリスト・ダイヤモンド社創業者（* 1882年）

### 8月
- 8月4日 - 太刀ノ海浪右エ門、元力士（*1894年）
- 8月6日 - セドリック・ハードウィック、俳優（* 1893年）
- 8月12日 - イアン・フレミング、小説家（* 1908年）
- 8月17日 - 佐田啓二、俳優（* 1926年）
- 8月21日 - パルミーロ・トリアッティ、イタリア共産党の指導者（* 1893年）
- 8月25日 - 八田尚之、脚本家（* 1905年）

### 9月
- 9月2日 - フランシスコ・クラヴェイロ・ロペス、ポルトガル大統領（* 1894年）
- 9月7日 - 十四代 千宗室（* 1893年）
- 9月11日 - 川野彰子、小説家（* 1928年）
- 9月11日 - 山本礼三郎、俳優（* 1902年）
- 9月22日 - 佐々木邦、作家（* 1883年）
- 9月28日 - ハーポ・マルクス、コメディアン・マルクス兄弟（* 1888年）

### 10月
- 10月2日 - 山村新治郎 (10代目)、政治家（* 1908年）
- 10月15日 - コール・ポーター、作曲家（* 1891年）
- 10月20日 - ハーバート・フーヴァー、第31代アメリカ合衆国大統領（* 1874年）
- 10月28日 - 松根東洋城、俳人（* 1878年）
- 10月28日 - レジナルド・ブライス、日本文化研究者（* 1898年）

### 11月
- 11月6日 - ハンス・フォン・オイラー＝ケルピン、化学者（* 1873年）
- 11月8日 - 3代目三遊亭金馬、落語家（*1894年）
- 11月12日 - フレッド・ハッチンソン、メジャーリーガー（* 1919年）
- 11月10日 - ジミー・ドッド、俳優（*1910年）
- 11月17日 - 森谷克己、経済学者（* 1904年）

### 12月
- 12月2日 - ジョゼフ・ドッジ、銀行家（* 1890年）
- 12月6日 - コンスエロ・ヴァンダービルト、マールバラ公夫人（* 1877年）
- 12月11日 - アルマ・マーラー、作曲家マーラーの妻（* 1879年）
- 12月11日 - サム・クック、ソウルミュージック・R&Bの歌手（* 1931年）
- 12月14日 - フランシスコ・カナロ、タンゴのヴァイオリニスト・指揮者（* 1888年）
- 12月14日 - 杉道助、実業家（* 1884年）
- 12月16日 - 川村多実二、動物学者（* 1883年）
- 12月17日 - ヴィクトール・フランツ・ヘス、物理学者（* 1883年）
- 12月21日 - カール・ヴァン・ヴェクテン、写真家（* 1880年）
- 12月29日 - 三木露風、詩人（* 1889年）
- 12月29日 - 広沢虎造 (2代目)、浪曲師（* 1899年）

## ノーベル賞
- 物理学賞 - チャールズ・タウンズ、ニコライ・バソフ、アレクサンドル・プロホロフ
- 化学賞 - ドロシー・ホジキン
- 生理学・医学賞 - コンラート・ブロッホ、フェオドル・リュネン
- 文学賞 - ジャン＝ポール・サルトル（辞退して受賞せず）
- 平和賞 - マーティン・ルーサー・キング・ジュニア